# قادة العالم

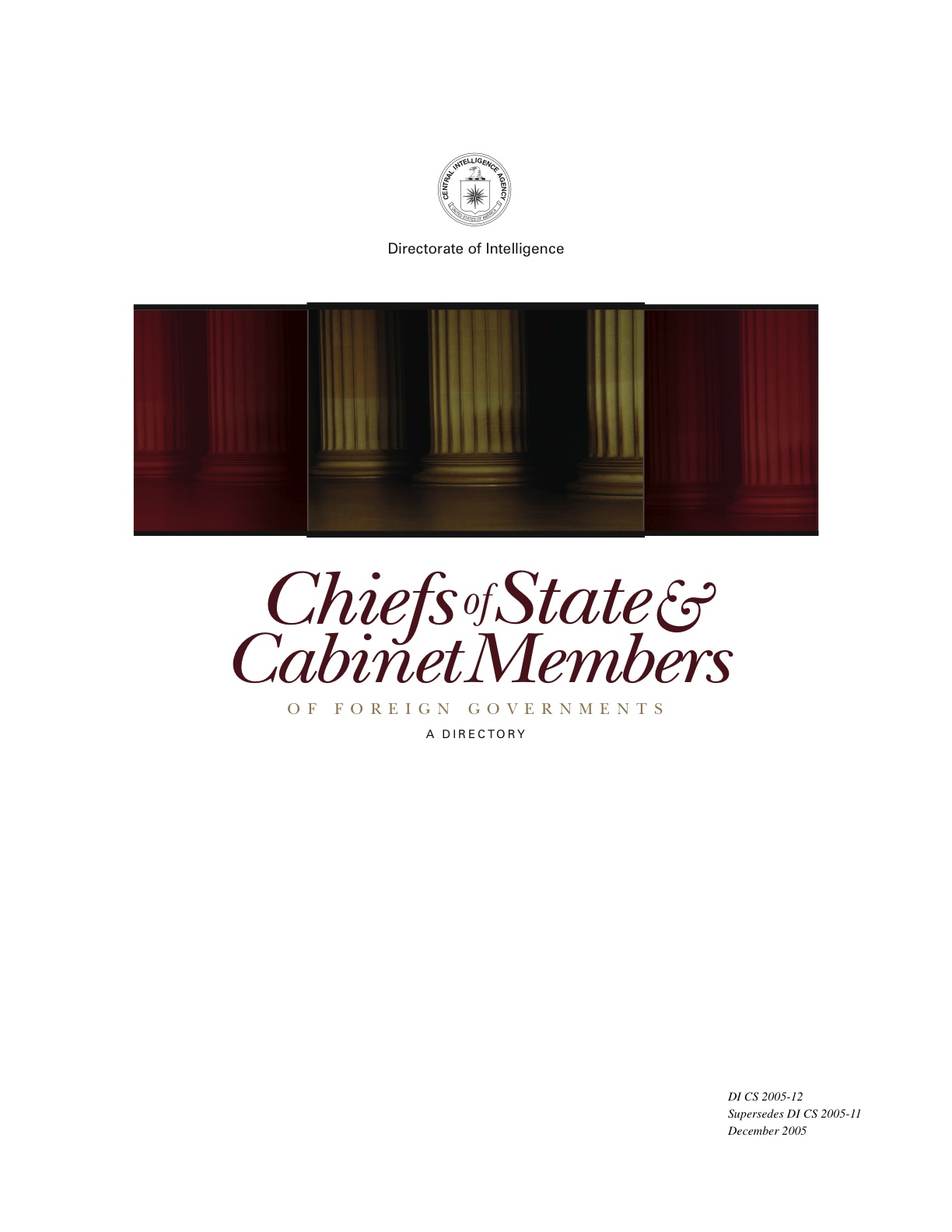
غلاف كتاب قادة العالم

قادة العالم (بالإنجليزية: World Leaders)، يُعرف أيضًا باسم رؤساء الدول وأعضاء مجالس الوزراء للحكومات الخارجية، هو دليل متاح في المجال العام والذي يتم نشره أسبوعيًا من قِبل وكالة الاستخبارات المركزية الأمريكية. ويسرد الدليل أسماء مسؤولي الدول المختلفة لكل بلد من بلدان العالم: رئيس الدولة و/أو رئيس الحكومة والوزراء الآخرين ورئيس البنك المركزي والسفراء لدى الأمم المتحدة والولايات المتحدة.

## وصلات خارجية
- World Leaders نسخة محفوظة 27 نوفمبر 2020 على موقع واي باك مشين.